# خوسه لوئیس الخالده
خوسه لوئیس الخالده (اسپانیایی: José Luis Elejalde‎; ۱۴ ژانویهٔ ۱۹۵۱ – ۱۸ فوریهٔ ۲۰۱۸) بازیکن فوتبال اهل کوبا بود.
وی همچنین در تیم ملی فوتبال کوبا بازی کرده‌است.